# Baikeno jezik
Baikeno jezik (ISO 639-3: bkx; ambeno, ambenu, baikenu, biqueno, oe cusi, oecussi, oekusi, uab meto, uab pah meto, vaikenu, vaikino), jezik naroda baikeno s Istočnog Timora. Govori ga oko 20 000 ljudi (2003 UKAW), među kojima i nekoliko tisuća izbjeglica u zapadnom Timoru. Lingvistički, baikenski je dijalekt jezika uab meto, ali je iz političkih razloga dobio status jezika. Ima nekoliko (pod)-dijalekata: kais metan (istočni baikeno, bob meto), tai boko (zapadni baikeno), uis tasae (južni baikeno).
Pripada zapadnoj podskupini ekstra-ramelajskih jezika, šira timorska skupina. Kais metan je najutjecajniji oko grada Oekusi.

## Vanjske poveznice
- Ethnologue (14th)
- Ethnologue (15th)